# Dziki 2: Pojedynek
Dziki 2: Pojedynek – polski serial komediowy w reżyserii Krzysztofa Langa emitowany od 6 marca do 29 maja 2005 roku, w niedzielę o godz. 21.15 będący kontynuacją serialu Dziki.

## Fabuła
Główny bohater, „Ptasior” wykorzystuje swoje możliwości i wychodzi na wolność. Z aresztu zostaje też zwolniony (z braku dowodów) jego główny konkurent, „Basior”. Magda dostaje kartkę z Kanady od Dzikiego, który wyemigrował tam wraz z Kasią, którą opuścił Szwarc i przeniósł się na stałe do miasta. Gangster „Ptasior” powraca do przestępczego życia i wraz z Generałem usiłuje zrobić wielki interes na budowie autostrady. „Ptasiora” usiłuje dopaść agentka ABW, Majka.

## Obsada
- Bogusław Linda – Marian „Ptasior” Ptaszyński
- Edward Żentara – Andrzej „Basior” Baszyński
- Dariusz Kordek – mecenas „Zicher”
- Agnieszka Włodarczyk – Magda Lipska, właścicielka baru
- Henryk Gołębiewski – tato Romusia
- Dariusz Toczek – Romuś
- Anna Prus – Majka Malinowska, agentka ABW
- Karina Kunkiewicz – Jola, asystentka generała
- Ewa Sałacka – reporterka Ewa
- Małgorzata Socha – Marysia Walczakowa
- Piotr Siejka – generał Bolo Waligóra
- Andrzej Supron – „Potwór”, ochroniarz „Basiora”
- Tadeusz Chudecki – listonosz
- Andrzej Titkow – pacjent Wiesław Migdałek
- Krzysztof Zaleski – doktor Jastrząb
- Krzysztof Fus – „Likwidator”
- Arkadiusz Jakubik – komendant Leopold „Szeryf” Dymczak
- Hai Bui Noc – „Żółty”, ochroniarz „Ptasiora”
- Marian Glinka – Maurycy, dyrektor cyrku
- Tomasz Lengren – reporter Golonka
- Tomasz Zygadło – weterynarz
- Olga Sarzyńska – Asia
- Magdalena Celówna – matka Asi
- Lech Dyblik – „Smutny”, ochroniarz „Ptasiora”
- Barry Salone – Murzyn, ochroniarz „Basiora”
- Marek Sitarski – „Kolos”, ochroniarz „Basiora”
- Katarzyna Radochońska – barmanka Jagna Słaba, kuzynka Magdy
- Wojciech Zagórski – dziadek
- Katarzyna Skarżanka – cyganka
- Michał Żurawski – „Czyściciel”

## Spis odcinków
1. Ostry dyżur
2. Złodzieje damskiej bielizny
3. Święto szyszki
4. Operacja „Tygrys”
5. Magiczne źródełko
6. Skarb kapitana Koeniga
7. Wygrana
8. Ufo w Bobrach
9. Trafiony – zatopiony
10. Pechowy kuzyn